# Lucien Rolmer
Lucien Rolmer (pseudonyme de Louis Jean Marie Ignace Roux), né le 31 juillet 1880 à Marseille et mort pour la France le 28 février 1916 à Douaumont, est un romancier, poète et journaliste français.

## Biographie
Pendant la Première Guerre mondiale, il est soldat au 40e régiment d'infanterie puis au 110e régiment d'infanterie. Il est mort pour la France à Douaumont, tué d'une balle au front.
En 1915, il réside au no 175 boulevard Lefebvre à Paris.
L’Académie française lui décerne le prix Jules-Davaine en 1912 pour Chants perdus et en 1916 à titre posthume.
Il est enterré au cimetière du Lavandou (Var).

## Publications
- L'Hôtel de Sainte-Agnès et des célibataires, Paris, P. Ollendorff, 1907, 296 p..
- Chants perdus, Paris, A. Messein, 1931.